# Stiller
En stiller er en der anbefaler et parti eller liste til et valg.
For at kunne stille op til kommunale og regionale valg skal et parti eller en liste samle et antal stillere der med underskrift anbefaler opstillingen. Afhængig af kommunens størrelse kræver det mellem 25 og 150 stillere. Kun stillerne med valgret kan skrive under på en stillerliste og kun én gang. Kandidater kan ikke skrive under som stiller for den liste, hvor de selv står. 
Til folketingsvalg kan kandidater uden for partierne opstilles ved anbefaling af mellem 150-200 af opstillingskredsens vælgere som stillere. Ingen må som stiller for mere end én kandidatliste.
Nye partier, der ønsker at deltage i et folketingsvalg, skal anmelde dette til indenrigs- og socialministeren senest kl. 12 femten dage før selve valgdagen. Med anmeldelsen skal følge underskrifter fra et antal vælgere, der mindst svarer til 1/175 af samtlige gyldige stemmer ved det sidst afholdte folketingsvalg. Det svarer normalt til omkring 20.000 underskrifter.